# Nazionale maschile di calcio a 5 della Turchia
La nazionale di calcio a 5 della Turchia è, in senso generale, una qualsiasi delle selezioni nazionali di Calcio a 5 della Federazione calcistica turca che rappresentano la Turchia nelle varie competizioni ufficiali o amichevoli riservate a squadre nazionali.

## Colori e simbolo

### Colori
I colori della maglia della Turchia sono il rosso e il bianco.

## Staff tecnico
- Ömer Kaner - Allenatore
- Sinan Turhan - Vice allenatore
- Reşat Kartal- Vice allenatore
- Cüneyt Yalınkılıç - Direttore

## Rosa attuale
Aggiornata alle convocazione per gli Europei 2012.
Allenatore:Ömer Kaner
| N. | Pos. | Giocatore       | Data nascita (età)         | Pres. | Reti | Squadra                      |
| -- | ---- | --------------- | -------------------------- | ----- | ---- | ---------------------------- |
| 1  | P    | Hüseyin Yıldız  | 27 aprile 1979 (32 anni)   |       |      | Châtelineau                  |
| 12 | P    | Mahmut Akbaş    | 1º gennaio 1981 (31 anni)  |       |      | Gazi Üniversitesi            |
| 13 | P    | Şenol Çiraci    | 24 novembre 1988 (23 anni) |       |      | New Bornova Sports           |
| 3  | D    | Serhat Çiçek    | 7 febbraio 1987 (24 anni)  |       |      | Belediyesi Bodrumspor        |
| 4  | D    | Yasin Erdal     | 30 maggio 1984 (27 anni)   |       |      | LZV Kuypers H&W              |
| 8  | D    | Aziz Sağlam     | 6 agosto 1982 (29 anni)    |       |      | Turcs Herstal                |
| 14 | D    | Sami Büyüktopaç | 22 giugno 1988 (23 anni)   |       |      | Trabzonspor                  |
| 2  | A    | Kahan Özcan     | 25 novembre 1991 (20 anni) |       |      | Futsal Beringen              |
| 5  | A    | Kenan Köseoğlu  | 17 maggio 1985 (26 anni)   |       |      | TPP Rotterdam                |
| 6  | A    | İsmail Çelen    | 23 novembre 1985 (26 anni) |       |      | Leonidas                     |
| 7  | A    | Cem Keskin      | 9 settembre 1988 (23 anni) |       |      | Istanbul Kartal Belediyespor |
| 9  | A    | Burak Yıldırım  | 1º gennaio 1982 (30 anni)  |       |      | Belediyesi Bodrumspor        |
| 10 | A    | Cihan Özcan     | 27 giugno 1982 (29 anni)   |       |      | Futsal Beringen              |
| 11 | A    | Yener Kılıç     | 4 gennaio 1985 (27 anni)   |       |      | CFE/VDL Groep                |

## Risultati nelle competizioni internazionali

### Campionati Mondiali
| Anno e luogo | Piazzamento     | Pd | V | N | P | GF | GS |
| ------------ | --------------- | -- | - | - | - | -- | -- |
| 1989         | Non presente    | -  | - | - | - | -  | -  |
| 1992         | Non presente    | -  | - | - | - | -  | -  |
| 1996         | Non presente    | -  | - | - | - | -  | -  |
| 2000         | Non presente    | -  | - | - | - | -  | -  |
| 2004         | Non presente    | -  | - | - | - | -  | -  |
| 2008         | Non qualificata | -  | - | - | - | -  | -  |
| 2012         | Non qualificata | -  | - | - | - | -  | -  |
| 2016         | Non qualificata | -  | - | - | - | -  | -  |
| 2020         | Non qualificata | -  | - | - | - | -  | -  |
| 2024         | Non qualificata | -  | - | - | - | -  | -  |
| Totale       | 0/10            | -  | - | - | - | -  | -  |

### UEFA Futsal Championship
| Anno e luogo | Piazzamento     | Pd | V | N | P | GF | GS |  |
| ------------ | --------------- | -- | - | - | - | -- | -- |  |
| 1996         | Non presente    | -  | - | - | - | -  | -  |  |
| 1999         | Non presente    | -  | - | - | - | -  | -  |  |
| 2001         | Non presente    | -  | - | - | - | -  | -  |  |
| 2003         | Non presente    | -  | - | - | - | -  | -  |  |
| 2005         | Non presente    | -  | - | - | - | -  | -  |  |
| 2007         | Non qualificata | -  | - | - | - | -  | -  |  |
| 2010         | Non qualificata | -  | - | - | - | -  | -  |  |
| 2012         | 1º Turno        | 2  | 0 | 0 | 2 | 1  | 8  |  |
| 2014         | Non qualificata | -  | - | - | - | -  | -  |  |
| 2016         | Non qualificata | -  | - | - | - | -  | -  |  |
| 2018         | Non qualificata | -  | - | - | - | -  | -  |  |
| 2022         | Non qualificata | -  | - | - | - | -  | -  |  |
| Totale       | 1/12            | 2  | 0 | 0 | 2 | 1  | 8  |  |